# Morte (Marvel Comics)
La Morte (Death), detta anche Lady Morte (Mistress Death), è un personaggio dei fumetti, creato da Carl Burgos (testi e disegni), pubblicato dalla Timely Comics, la casa editrice che poi divenne la Marvel Comics. La sua prima apparizione nell'epoca Golden Age avviene in The Human Torch n. 5 (erroneamente numerato 4). Invece la sua prima apparizione nella Bronze Age avviene in Captain Marvel (vol. 1) n. 26 (maggio 1973), realizzato da Mike Friedrich (testi) e Jim Starlin (testi e disegni).
Morte è un'entità astratta, l'incarnazione della fine della vita nell'Universo Marvel, ed è la controparte negativa di Eternità, l'incarnazione di ogni forma di vita nell'Universo. Così come Infinità ed Oblio sono due facce della stessa entità astratta, così lo sono Morte ed Eternità.
Spesso Morte appare come compagna di Thanos, il quale ha cercato più volte di conquistare l'Universo e distruggere ogni forma di vita per dimostrarle il suo amore. Tuttavia Lady Morte lo respinge sempre, considerandolo inferiore a Deadpool.

## Poteri ed abilità
Morte è una entità apparentemente onnipotente e onnisciente, dotata di poteri di gran lunga superiori a qualunque altro personaggio presente nell'Universo: le sue capacità rivaleggiano solo con Infinità, Eternità ed Oblio, le altre tre Entità Cosmiche. Tuttavia fa eccezione anche Galactus, in quanto a causa della sua sconfinata potenza e alla sua natura trascendentale riesce quasi a tenerle testa, pur rimanendole effettivamente inferiore.
Così come le altre tre Entità, esistono solo pochi esseri in tutto l'Universo più potenti di lei, ossia, il Tribunale Vivente, Molecola, l'Arcano e il Supremo, sebbene si presuma anche che l’entità cosmica Eternità sia di poco superiore. Inoltre può essere sconfitta dal possessore delle Sei Gemme dell'Infinito o dal possessore del Cuore dell'Universo, essendo artefatti che derivano direttamente dall'insuperabile potere del Supremo. La forma che possiamo percepire di Morte è solo una rappresentazione usata per comunicare con gli esseri inferiori e ne possiede tutti i poteri. Teoricamente sarebbe possibile distruggere la sua rappresentazione, ma ciò non ferirebbe affatto l'essenza della vera Morte.

## Altri media

### Marvel Cinematic Universe

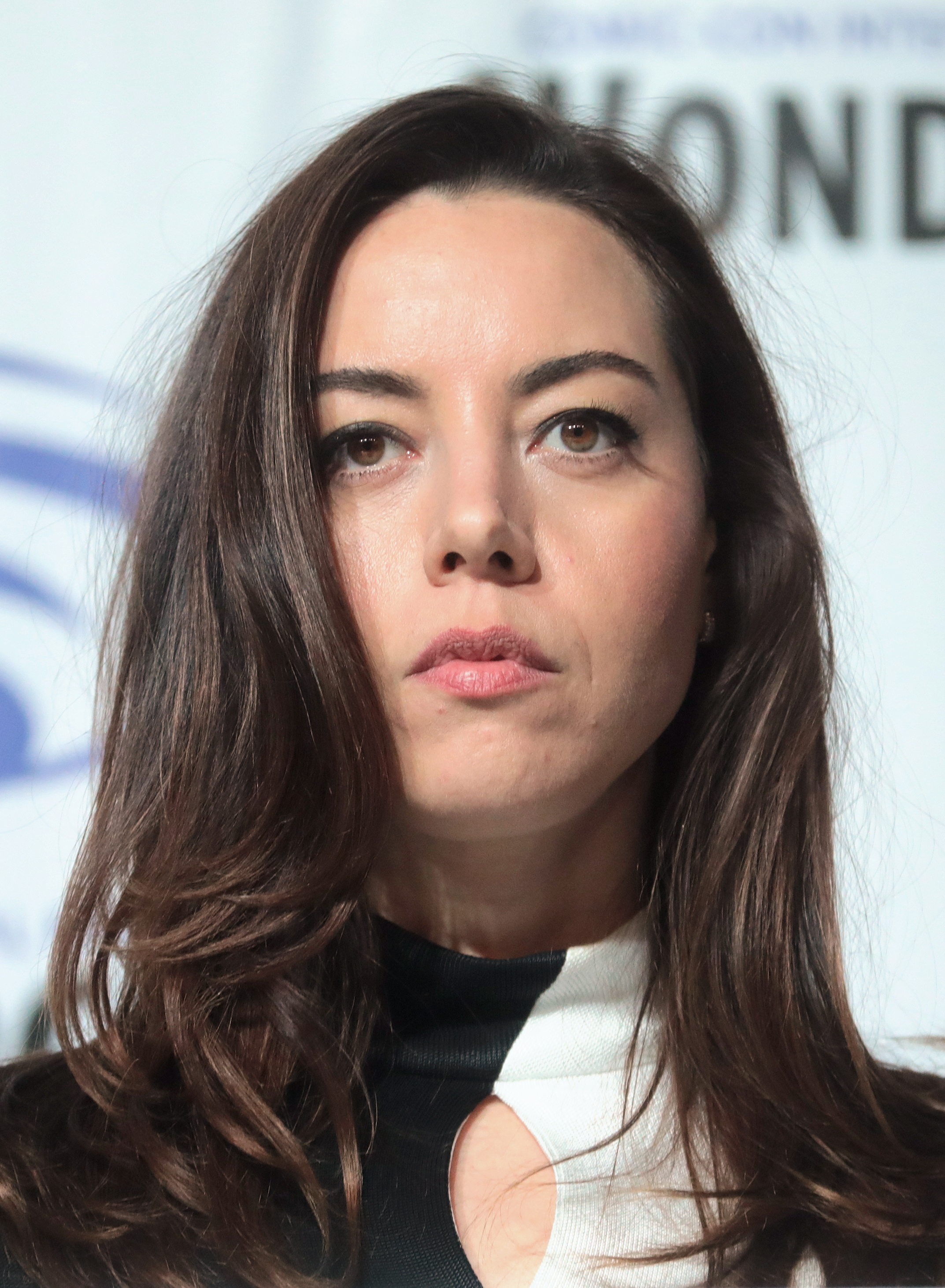
Aubrey Plaza, l'interprete di Rio Vidal, alias la Morte nella miniserie televisiva Agatha All Along.

La Morte appare all'interno del Marvel Cinematic Universe, interpretata da Aubrey Plaza.
- Le sembianze dell'entità sono raffigurate nei film Guardiani della Galassia (2014) e Avengers: Endgame (2019), all'interno dei murali del tempio dedicato ad essa e ad altri simili.
- Una statua di Lady Morte appare nel film Thor: Love and Thunder (2022).
- La Morte appare ufficialmente come antagonista principale nella miniserie televisiva spin-off su Disney+ Agatha All Along (2024). Il personaggio viene presentato come una strega verde di nome Rio Vidal, che è un'ex amante di Agatha Harkness, ma in seguito si scopre che è un'incarnazione della Morte.

### Televisione
Nella serie animata Silver Surfer, la Morte è stata sostituita dalla Signora del Caos (Lady Chaos) a causa delle censure imposte dal network Fox. Il personaggio appare per lo più sotto forma di statua ed è oggetto dell'amore di Thanos, il quale vuole distruggere l'universo in suo nome. Il suo vero aspetto viene mostrato all'interno di una visione di Thanos nell'episodio Intuizioni (Innervisions) come una donna con la testa ricoperta di fiamme verdi.

### Videogiochi
Lady Morte compare in:
- Marvel: La Grande Alleanza
- Marvel: Puzzle Quest
- Deadpool
- Marvel vs. Capcom: Infinite
- Marvel Duel